# 安養院 (愛知県美浜町)
安養院（あんよういん）は、愛知県知多郡美浜町にある真言宗豊山派の寺院。山号は鶴林山。知多四国八十八ヶ所霊場第53番札所。

## 由緒
白河天皇勅願の大御堂寺14坊の1つ「南ノ坊」として創建された。江戸時代に安養院と改称している。建久元年（1190年）、源頼朝が父義朝の菩提を弔うため堂宇を再建した。天正11年（1583年）、跡目争いで羽柴秀吉に敗れた織田信孝は、この寺で自害している。非公開だが、自害に用いた短刀や臓腑を投げつけたとされる血染めの掛け軸などが残っている。本尊は阿弥陀如来、観世音菩薩、勢至菩薩の三尊仏であり、これは源義朝とともに殺された鎌田正清の次男、政直が父の菩提を弔うため寄進した念持仏である。明治時代の廃仏毀釈により龍松院、慈雲院、円明院を合併し現在に至る。
　

## 所在地
- 愛知県知多郡美浜町野間東畠ケ90-1